# Longiscula
Longiscula is een geslacht van uitgestorven kreeftachtigen uit de klasse van de Ostracoda (mosselkreeftjes).

## Soorten
- Longiscula acuta Mikhailova, 1986 †
- Longiscula affluens Olempska, 1994 †
- Longiscula arcuaris Neckaja, 1958 †
- Longiscula arcuata (Ulrich & Bassler, 1913) Copeland, 1964 †
- Longiscula asperata Sun (Quan-Ying), 1987 †
- Longiscula breva (Shi & Wang, 1985) Meidu, 1993 †
- Longiscula chorda Zenkova, 1977 †
- Longiscula crassa Mikhailova, 1971 †
- Longiscula curvata (Hessland, 1949) Meidla, 1993 †
- Longiscula demissis Zenkova, 1977 †
- Longiscula elongata Pranskevichius, 1972 †
- Longiscula emaciata Copeland, 1965 †
- Longiscula fabaria Melnikova, 1980 †
- Longiscula fugax (Barrande, 1872) Meidu, 1993 †
- Longiscula galeata Gailite, 1967 †
- Longiscula giganta Sun (Quan-Ying), 1987 †
- Longiscula glabella Sun (Quan-Ying), 1988 †
- Longiscula harmonica Zenkova, 1977 †
- Longiscula immensa Pranskevichius, 1972 †
- Longiscula incurvata (Kraft, 1962) Me Idla, 1993 †
- Longiscula insolita Mikhailova, 1986 †
- Longiscula kandaensis Mikhailova, 1986 †
- Longiscula kentuckyensis (Warshauer & Berdan, 1982) Meidla, 1993 †
- Longiscula lanceolata Melnikova, 1986 †
- Longiscula llandoverica Neckaja, 1966 †
- Longiscula loknensis Neckaja, 1958 †
- Longiscula merishkorica Mikhailova, 1986 †
- Longiscula minuta Sarv, 1980 †
- Longiscula nana Krandijevsky, 1963 †
- Longiscula neckajae Ivanova (V. A.), 1973 †
- Longiscula necopina Polenova, 1970 †
- Longiscula obliqua Abushik & Sarv, 1983 †
- Longiscula obrima Sun (Quan-Ying), 1988 †
- Longiscula obscura Melnikova, 1978 †
- Longiscula oulankarensis Melnikova, 1986 †
- Longiscula ovata Neckaja, 1966 †
- Longiscula parrectis Neckaja, 1958 †
- Longiscula perfecta Meidla, 1993 †
- Longiscula popovi Melnikova, 1986 †
- Longiscula porrecta Stumbur, 1993 †
- Longiscula postacuta Sun (Quan-Ying), 1987 †
- Longiscula similis Melnikova, 1978 †
- Longiscula singula Zenkova, 1977 †
- Longiscula smithii (Jones, 1887) Copeland, 1964 †
- Longiscula stegna Bazarova, 1984 †
- Longiscula stenoformis Sun (Quan-Ying), 1987 †
- Longiscula subreniformis (Kummerow, 1924) Meidla, 1993 †
- Longiscula tersa (Neckaja, 1966) Abushik & Sarv, 1983 †
- Longiscula tortuosa Melnikova, 1982 †
- Longiscula triangulata Jiang, 1978 †
- Longiscula tschempekensis Melnikova, 1986 †
- Longiscula umbilicata Melnikova, 1986 †
- Longiscula vialovi Mikhailova, 1978 †
- Longiscula vonderheideorum Schallreuter, 1990 †
- Longiscula vulgaris Sun (Quan-Ying), 1987 †
- Longiscula xintanensis Sun (Quan-Ying), 1987 †
- Longiscula ziguiensis Sun (Quan-Ying), 1987 †